# Leigham
Leigham – część miasta Plymouth w Anglii, w hrabstwie ceremonialnym Devon, w dystrykcie (unitary authority) Plymouth. Leży 53 km na południowy zachód od miasta Exeter i 304 km na południowy zachód od Londynu.